# The Mirror Has Two Faces
The Mirror Has Two Faces (em português, O Espelho Tem Duas Faces) é um filme norte-americano de gêneros comédia romântica e comédia dramática, dirigido, produzido e estrelado pela cantora Barbra Streisand.
Trata-se de um remake da película francesa de Le Miroir à deux faces, de 1958.

## Sinopse
Dois professores da Columbia University sentem-se solitários, pois não conseguiram se envolver com quem eles queriam. Ele, Gregory Larkin (Jeff Bridges), é um professor de matemática extremamente introvertido e que ainda idolatra Candy (Elle Macpherson), a antiga namorada que o trocou por outro. Ela, Rose Morgan (Barbra Streisand), é uma professora de literatura muito comunicativa, que viu sua grande paixão, Alex (Pierce Brosnan), se casar com Claire (Mimi Rogers), sua irmã. Ela mora com a mãe, a vaidosa e arrogante Hannah (Lauren Bacall). Ao ver o anúncio de Gregory em um correio sentimental, sua irmã decide responder como se fosse apenas Rose, já que ambos pertencem a mesma universidade. Após alguns encontros totalmente platônicos, Gregory pede Rose em casamento, mas decidem ter um união baseada apenas nas suas preferências intelectuais e totalmente desprovida de sexo. No início ela consegue suportar tal situação, mas com o tempo, a relação entra em crise e ela decide se produzir, para conquistar realmente seu marido e ter um casamento de fato e não apenas de direito.

## Elenco
- Barbra Streisand .... Rose Morgan
- Jeff Bridges .... Gregory Larkin
- Lauren Bacall .... Hannah Morgan
- Mimi Rogers .... Claire Morgan
- Pierce Brosnan .... Alex
- Brenda Vaccaro .... Doris
- Austin Pendleton .... Barry
- Elle Macpherson .... Candice
- Taina Elg .... Professora
- George Segal .... Henry Fine
- Andrew Parks .... Garçom
- Leslie Stefanson ....  Sara Myers

A escolha original para o personagem Henry Fine era Dudley Moore, mas o papel acabou ficando com George Segal. Dudley foi demitido pela diretora porque não conseguia decorar suas falas. O comediante então já começava a apresentar sintomas da doença que lhe afetaria até o fim da vida.

## Recepção
O Espelho Tem Duas Faces obteve 53% de aprovação da crítica e 71% do público no site Rotten Tomatoes

## Principais prêmios e indicações
Oscar 1997 (EUA)
- Indicado nas categorias de Melhor Atriz Coadjuvante (Lauren Bacall) e Melhor Canção Original (por I Finally Found Someone)

Globo de Ouro 1997 (EUA)
- Venceu na categoria de Melhor Atriz Coadjuvante (Lauren Bacall)
- Indicado nas categorias de Melhor Atriz - Comédia ou Musical (Barbra Streisand), Melhor Canção Original (por I Finally Found Someone) e Melhor Trilha Sonora (Marvin Hamlisch)

## Trilha sonora
| Críticas profissionais | Críticas profissionais |
| Avaliações da crítica  | Avaliações da crítica  |
| Fonte                  | Avaliação              |
| ---------------------- | ---------------------- |
| allmusic               | [ 4 ]                  |

A trilha sonora do filme foi lançada com o nome de The Mirror Has Two Faces: Music From the Motion Picture. Em 12 de Novembro de 1996, a gravadora Sony lançou a trilha sonora em CD. O CD Single de I Finally Found Someone foi lançado e possui a versão em espanhol de Evergreen.
O álbum ganhou disco de platina nos Estados Unidos e alcançou a posição de # 11 no Canadá.
1. Main Title / In Questa Reggia
2. Got Any Scotch?
3. An Ad?
4. In a Sentimental Mood
5. Rose Sees Greg
6. Alex Hurts Rose
7. Dating Montage, The
8. My Intentions?
9. You Picked Me!
10. Funny Kind of Proposal, A
11. Picnic in the Park
12. Greg Falls For Rose
13. Try a Little Tenderness - David Sanborn
14. Mirror, The
15. Going Back to Mom
16. Rocking in the Chair
17. Power Inside of Me, The - Richard Marx
18. Rose Leaves Greg
19. Ruby
20. Rose Dumps Alex
21. Greg Claims Rose
22. The Apology / Nessun Dorma - Luciano Pavarotti
23. I Finally Found Someone - Barbra Streisand & Bryan Adams
24. All of My Life - Barbra Streisand